# Equação dimensional
Equação dimensional, função dimensional ou ainda identidade dimensional, é uma função binária que associa a cada grandeza física, num dado domínio, sua dimensão física ou expressão de unidades de medida, segundo uma lei de composição definida. Embora, precisamente pela sua natureza específica (associar a cada grandeza uma dimensão), sob a óptica lógico-matemática seja inteiramente preferível "função dimensional", a prática tem consagrado primordialmente a expressão "equação dimensional" .
Quando não houver possibilidade de confusão, ou no caso de uso em domínio específico e inambíguo no trato da matéria, também se diz, por simplicidade, apenas dimensional, com o mesmo significado.
Uma equação dimensional atribui (ou exibe) a unidade de medida de uma grandeza, num determinado sistema de unidades, atributo que acompanha o valor indicado: 20 m significa, pois, uma distância cujo valor ou magnitude é 20 e cuja unidade é o metro. Semelhantemente, 60 km/h, uma velocidade tangencial de valor 60, expressa em quilômetro por hora; 3 ps, um intervalo de tempo de valor 3, em picossegundo; 7 300 GW, uma potência de valor 7 300, em gigawatt (109 ou um bilhão de watts) etc..
Embora teoricamente seja preferível a "consistência interna de unidades" (todas as grandezas serem expressas em unidades pertencentes a um mesmo sistema de unidades), a prática, às vezes impõe o uso de unidades híbridas, que acabam sendo consagradas. Tal é o caso da unidade watt-hora (Wh) e seus múltiplos, para quantificar montantes de energia elétrica.

## Aplicação
Equações dimensionais são o instrumento lógico-analítico mais poderoso da Análise dimensional. Com efeito, sua utilização permite verificar a consistência e a homogeneidade dimensionais (das várias unidades de medida intervenientes na composição de uma grandeza), garantindo a imprescindível observância da propriedade do fechamento no trabalho com um dado Sistema de Unidades de Medida previamente adotado. Além disso, elas podem ainda ser instrumento valioso na comparação de bases dimensionais de dada grandeza em vários sistemas dimensionais. Aplicações assim definem a chamada análise dimensional direta. Por outro lado — e conversamente — também se utilizam equações dimensionais na identificação de grandezas a partir de sua dimensão, técnica que constitui a análise dimensional inversa  .

## Propriedades
As equações dimensionais, ou simplesmente dimensionais, exibem propriedades importantes, todas úteis no domínio da análise dimensional:
1. Fechamento: adotado um determinado Sistema de Unidades, todas as grandezas nele definidas apresentarão unidades pertencentes ao sistema em causa;
2. Consistência: um Sistema de Unidades é sempre consistente internamente em relação a qualquer de suas grandezas;
3. Elemento neutro ou adimensionalidade: é a propriedade de cada grandeza que, no domínio de um Sistema Dimensional S, apresenta dimensão unitária: [G] = 1;
4. Assimetria: se duas grandezas, G1 e G2 apresentam as mesmas dimensões analíticas, isto não implica necessariamente na igualdade das referidas grandezas.

Esta quarta propriedade é, provavelmente, a mais instigante de todas. Mas pode ser esclarecida com alguns exemplos:
- As grandezas energia e torque apresentam as mesmas dimensões analíticas e até sintéticas (N.m, por exemplo, no SI), mas são grandezas distintas;
- As grandezas energia ativa, energia reativa e energia aparente exibem todas as mesmas dimensões analíticas, mas não as mesmas sintéticas (V.A, por exemplo, no SI);logo, não são as mesmas grandezas.

## Definições

### Definição formal
1. Seja S = ABC...Z um domínio, um sistema de tipologia simples, baseado em "n" grandezas, sendo n um número natural não nulo;
2. Sejam α, β, γ, ...ω, números inteiros;
3. Seja G uma grandeza a ser expressa em S;
4. Então, a dimensão de G em S, simbolizada por [G] é dada por:

onde:
1. A, B, C, ..., Z = grandezas básicas ou fundamentais do sistema S;
2. α, β, γ, ..., ω = dimensões de domínio da grandeza G no sistema S.

### Analítica ou Sintética
Dimensional analítica de uma grandeza G, num dado Sistema S = ABC...Z, é aquela que refere a expressão de [G] (a dimensional de G) a cada uma e a todas as grandezas primordiais que a compõem.
Exemplo: sendo Trabalho (W) = Força (F) x Deslocamento (L), determinar [W] em forma analítica.
- [W] = [F].[L] e se [F] = N (newton) e [L] = m (metro), então [W] = N.m;
- Entretanto, Força (F) = massa (m) x aceleração (a), então [F] = kg.m.s–2;
- Logo, como resultado final, [W] = kg.m2.s–2, que é, pela definição, uma dimensional analítica;
- Em tipologia LMT, esse resultado expressa-se assim: [W] = L2.M.T–2.

Dimensional sintética de uma grandeza G, num dado Sistema S = ABC...Z, é aquela que refere a expressão de [G] (a dimensional de G) a outras grandezas já compostas de primordiais.
Assim, apresentar a dimensional do Trabalho como [W] = N.m (newton x metro), visto que newton já é unidade composta (embora metro seja primordial), significa apresentar uma dimensional sintética.
Ambas as formas, dimensional analítica e dimensional sintética são úteis na análise dimensional.

## Sistemas ternários
Sistemas ternários baseiam-se em três grandezas adotadas como primordiais, as demais (e,pois, todas, recorrentemente)  sendo-lhes referidas dimensionalmente por uma função dimensional do tipo:
onde:
1. A, B e C = grandezas básicas ou fundamentais do sistema S;
2. α, β e γ = dimensões de domínio da grandeza G no sistema S.

### Sistemas LMT
Sistemas de tipologia LMT adotam como grandezas primordiais as seguintes:
- Comprimento, simbolizado por L;
- Massa, simbolizada por M;   e
- Tempo, simbolizado por T.

Usualmente, em Física, sistemas de tipologia LMT simples, como o CGS (centímetro, grama, segundo) e o MKS (metro, [kg]quilograma, segundo) ou, ainda, IPS (inch, pound, second), permitem definir dimensionalmente as demais grandezas, com base na função apresentada. Assim é que, por exemplo:
Considere-se, por exemplo, dado o sistema dimensional S = MKS:
1. [L] = m  (a dimensão de comprimento é o metro);
2. [M] = kg (a dimensão de massa é o quilograma);
3. [T] = s  (a dimensão de tempo é o segundo),

estas três ditas grandezas são ditas axiomáticas ou primordiais, porque consideram-se definidas, dimensionalmente, a priori et per se.
Porém, para outras grandezas, tais como velocidade por exemplo:
e se poderá dizer, se desejado, que a dimensional completa de v em MKS é: [V] = [L].[M]0.[T]–1, expressão na qual [M] figurou com expoente zero para fins de completude, posto que [M]0 = 1.

### Sistemas LFT
Outros sistemas há que adotam, como grandezas primordiais, as seguintes:
- Comprimento, simbolizado por L;
- Força, simbolizada por F;   e
- Tempo, simbolizado por T.

São ditos sistemas de tipologia LFT, e conveniências de ordem estritamente prático (como, por exemplo, a "construção de um padrão") ditam a sua adoção. Exemplo ainda usual (embora tendente ao desaparecimento, em vista da adoção contínua e progressiva do Sistema Internacional de Unidades – SI, é o clássico Sistema MKfS, acrônimo quase todo-maiúsculo para Metro – kgf(quilograma-força) – Segundo. A conveniência em causa deu-se pela maior facilidade (assentida...) de definição de um padrão de força (F) em lugar de um de massa (M).
Sistemas ingleses de unidades de medidas, entre os antigos, também acham-se quer de tipologia LMT, quer de tipologia LFT.

## Sistemas quaternários
Entre os sistemas de cardinalidade superior concebidos para o trato dimensional, destacaram-se os quaternários de tipologia LMTQ (comprimento, massa, tempo e carga elétrica), e LMTI (comprimento, massa, tempo e corrente elétrica). Contudo, várias razões de natureza teórica e prática apontaram progessivamente para a conveniência do sistema setenário, cujo expoente é o Sistema Internacional de Unidades – SI .

## Sistemas setenários
Assumido que há sete grandezas consideradas fundamentais — ou dimensionalmente axiomáticas — têm-se os sistemas setenários, definidos por uma estrutura do tipo:
1. um conjunto de sete grandezas fundamentais: A, B, C, D, E, F e H;
2. um conjunto de até sete dimensões fundamentais: α, β, γ, δ, ε, φ e η;
3. uma função dimensional [G] (A,...H;α,...η) definida por:

onde:
1. A, B, C, D, E, F e H = grandezas básicas ou fundamentais do sistema S;
2. α, β, γ, δ, ε, φ e η = dimensões de domínio da grandeza G no sistema S.

### Sistema Internacional
O Sistema Internacional de Unidades – SI coloca-se de modo pioneiro no âmbito mundial. Eventualmente virá a ser o único de tais sistemas colocado em prática. Efetivamente têm sido envidados esforços no sentido de se conseguir esse mister. Isso, contudo, significa a ruptura de um considerável elenco de restrições, conveniências e barreiras, de caráter histórico-tradicional, econômico-sócio-político e, muitas vezes, cultural, lato sensu — a interferirem nos interesses dos vários países, fato que tem ocasionado a demora na sua irrestrita e pronta adoção mundial. Como sistema setenário que é, compôs-se como segue.
Definiram-se sete grandezas físicas como básicas ou fundamentais. Por conseguinte, passaram a existir sete unidades básicas correspondentes — as unidades básicas do SI — descritas na tabela, na coluna à esquerda . A partir delas, podem-se derivar todas as outras unidades existentes . As unidades básicas do SI — posto que dimensionalmente axiomáticas — são dimensionalmente independentes entre si.
| Grandeza                  | Unidade    | Símbolo |
| ------------------------- | ---------- | ------- |
| Comprimento               | metro      | m       |
| Massa                     | quilograma | kg      |
| Tempo                     | segundo    | s       |
| Corrente elétrica [1]     | ampère     | A       |
| Temperatura termodinâmica | kelvin     | K       |
| Quantidade de matéria     | mol        | mol     |
| Intensidade luminosa      | candela    | cd      |

(1) Conquanto, à primeira vista e sob o aspecto axiomático, devesse ser definida a carga elétrica entre as grandezas fundamentais — e de fato assim foi logo no início —, todavia conveniência de ordem prática em se estabelecer um padrão facilmente operacionalizável resultou na escolha da corrente elétrica para tal fim.